# Centrum Kontroli Misji

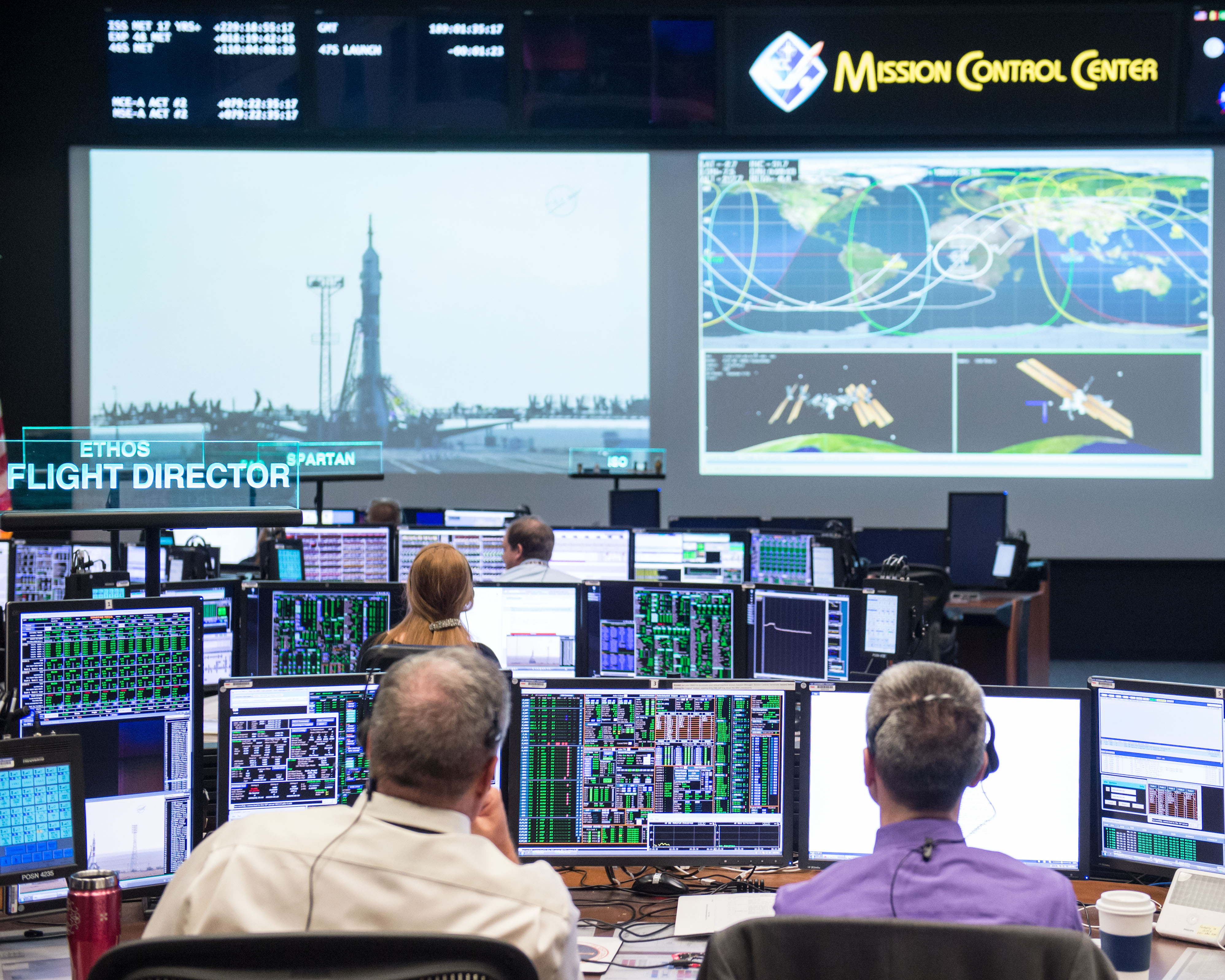
Centrum kontroli Międzynarodowej Stacji Kosmicznej znajdujące się w USA

Centrum kontroli misji, centrum kontroli lotów lub centrum operacyjne – obiekt, z poziomu którego zarządzane są misje kosmiczne, zwykle od momentu wystrzelenia do lądowania lub zakończenia misji. Personel kontrolerów i inny personel pomocniczy monitoruje wszystkie aspekty misji za pomocą telemetrii i wysyła polecenia do pojazdu za pomocą stacji naziemnych.

## Centra kontroli misji na świecie
Na świecie istnieje wiele instytucji państwowych, oraz prywatnych w których specjaliści sprawują nadzór nad wieloma misjami kosmicznymi; do najbardziej znanych oraz największych z nich można zaliczyć:
- Europejskie Centrum Operacji Kosmicznych (ESOC), odpowiada za satelity i sondy kosmiczne ESA. Znajduje się w Darmstadt w Niemczech.
- Centrum Kontroli Lotów (USA) zlokalizowanege w Centrum Kosmicznym im. Kennedy'ego NASA na Merritt Island na Florydzie. MCC zarządza także amerykańskimi częściami Międzynarodowej Stacji Kosmicznej (ISS)[1].
- Centrum Kontroli Misyjnej Rosyjskiej Federalnej Agencji Kosmicznej znajduje się w Korolowie w pobliżu zakładu RKK Energia.  Zawiera aktywny pokój kontrolny dla ISS.
- Beijing Aerospace Command and Control Center, centrum dowodzenia chińskim programem kosmicznym, który obejmuje misje Shenzhou. Budynek mieści się w kompleksie nazywanym Aerospace City.  Miasto znajduje się na przedmieściach na północny zachód od Pekinu.
- Centrum kontroli lotów Boeing Satellite Development Center (SDC)  w El Segundo w Kalifornii.  Odpowiedzialne za kilka satelitów wojskowych.
- Goddard Space Flight Center w Greenbelt w stanie Maryland zapewnia kontrolę misji dla Kosmicznego Teleskopu Hubble'a.